# Platyberyx opalescens
Platyberyx opalescens é uma espécie de peixe pertencente à família Caristiidae.
A autoridade científica da espécie é Zugmayer, tendo sido descrita no ano de 1911.

## Portugal
Encontra-se presente em Portugal, onde é uma espécie nativa.

## Descrição
Trata-se de uma espécie marinha. Atinge os 7,3 cm de comprimento padrão nos indivíduos do sexo masculino.